# 工藝博物館 (法國)
工艺博物馆（法語：Musée des Arts et Métiers）是一座附屬於國立工藝学院的博物館，位於巴黎第三區。博物館創建於1794年，建築物本來是一座小修道院。在1990年至2000年期間，博物館進行大幅改建。現在博物館展示科学仪器、材料、建築、通信、能源、機械、運輸七大領域的展品。展示8萬件以上的藏品和1萬5千張設計圖。每年有20萬人到訪博物館，其中4萬人是兒童。距這座博物館最近的地鐵站是技术与工艺站。

## 外部連結
- 官方網站 （页面存档备份，存于）